# هاري فورد
هاري فورد (بالإنجليزية: Harry Ford)‏ (1 يناير 1893 في المملكة المتحدة - 1 يناير 1963) هو لاعب كرة قدم بريطاني (وحمل سابقاً جنسية المملكة المتحدة لبريطانيا العظمى وأيرلندا) في مركز الهجوم. لعب مع تشيلسي وTunbridge Wells F.C. ‏.

## وصلات خارجية
- هاري فورد على موقع Soccerbase.com (لاعب) (الإنجليزية)